# 1120'erne
Århundreder: 11. århundrede – 12. århundrede – 13. århundrede
Årtier: 1070'erne 1080'erne 1090'erne 1100'erne 1110'erne – 1120'erne – 1130'erne 1140'erne 1150'erne 1160'erne 1170'erne
År: 1120 1121 1122 1123 1124 1125 1126 1127 1128 1129

## Begivenheder
- 1120 - Slaget ved Cutanda: Aragonierne og frankerne vinder over en stor muslimsk hær.
- 1122 - Russerne besejrer kumanerne.
- 1123 - kejser Toba af Japan tvinges til at abdicere og efterfølges af sin søn kejser Sutoku
- 1124 - Det tungusiske folk Juchen fordriver de mongolske khitaner (Liaodynastiet: 916-1124) fra Kina og skaber qarakhitaistaten i Semirechje.
- 1125 - Johanniterordenen oprettes
- (frem til 1127) Kongen af Aragonien foretager et langt togt for at hjælpe Mozaraberne i Granada. Han belejrer byen, men må trække sig tilbage og tager 10.000 mozarabere med sig.
- 1126 - De første artesiske brønde bliver gravet i Artois (deraf navnet).
- Præmonstratenserordenen stadfæstes af pave Honorius 2.
- 1127 - Konrad 3. af Franken bliver tysk modkonge
- Neumünster grundlægges
- 1128 - Didrik af Alsace bliver greve af Flandern
- 1129 - 21. august Yorimoto bliver shogun i Japan.
- kejser Toba af Japan begynder sit klosterstyre
- Knud Lavard bliver konge over obotritterne
- Magnus den Stærke bliver gift med prinsesse Rikissa af Polen
- Den senere Borgruinen Velburg nævnes første gang.

## Verdens ledere
- Niels af Danmark 1104-1134